# Jeanette Ottesen
Jeanette Ottesen Gray (nascuda el 30 de desembre de 1987 a Copenhaguen, Dinamarca) és una nedadora danesa. Va guanyar la medalla d'or en el 100 metres lliure al Campionat Mundial de Natació de 2011. També va guanyar la medalla d'or del 50 metres papallona al Campionat Mundial de Natació de 2013 a Barcelona.